# Rete tranviaria di Baltimora
La rete tranviaria di Baltimora (in inglese conosciuta come Baltimore Light Rail, IPA: [bɔːltᵻˌmɔːr laɪt reɪl]) è la rete di tranvie a servizio della città di Baltimora e dei suoi sobborghi, nello Stato del Maryland. Aperta nel 1992 ed estesa successivamente nel 1997, si compone di tre linee e 33 stazioni, per una lunghezza totale di 48,3 km.
È gestita dall'azienda Maryland Transit Administration (MTA). Nel centro città le linee corrono lungo le strade cittadine mentre in periferia dispongono di un percorso riservato, ricavato dal sedime delle ormai chiuse Northern Central Railway, Baltimore and Annapolis Railroad e Washington, Baltimore and Annapolis Electric Railway.

## La rete
La tranvia è attiva sette giorni su sette, con un servizio ridotto nei fine settimana. Le frequenze variano dai 15 minuti dei giorni feriali ai 30 minuti delle ore di morbida dei giorni festivi.
| Linea        | Percorso                           | Stazioni |
| ------------ | ---------------------------------- | -------- |
| Linea blu    | Hunt Valley ↔ BWI Marshall Airport | 30       |
| Linea gialla | Timonium ↔ Cromwell                | 25       |
| Linea rossa  | Camden Yards ↔ Penn Station        | 8        |